# John Tavener
Sir John Tavener (28 tháng 1 năm 1944, Wembley, Anh –12 tháng 11 năm 2013, Child Okeford, Dorset, Anh) là nhà soạn nhạc người Anh. Ông được coi là một trong những nhà soạn nhạc Anh kiệt xuất trong nửa thế kỷ trở lại đây. Hầu như các sáng tác của ông đều được biểu diễn vào những sự kiện quan trọng. Ví dụ, tác phẩm Song for Athene (Bài hát cho Athene) được biểu diễn vào năm 1997 trong đám tang của công nương Diana. Hay năm 1999, tác phẩm A new beginning (Một khởi đầu mới) được biểu diễn chào đón thế kỷ XXI tại Nhà mái vòm thiên niên kỷ Millennium Dome ở thủ đô Luân Đôn, Anh. Năm 2010, John Tavener được phong tước hiệp sĩ vì những đóng góp cho nền âm nhạc Anh. Tavener qua đời sau 6 tháng chăm sóc để chữa trị bệnh tim được phát hiện lần đầu vào năm 2007. Ông ra đi tại nhà riêng ở Child Okeford, Dorset, Anh vào hồi 12 giờ 11 phút theo giờ địa phương, hưởng thọ 69 tuổi.